# توپ بدمینتون

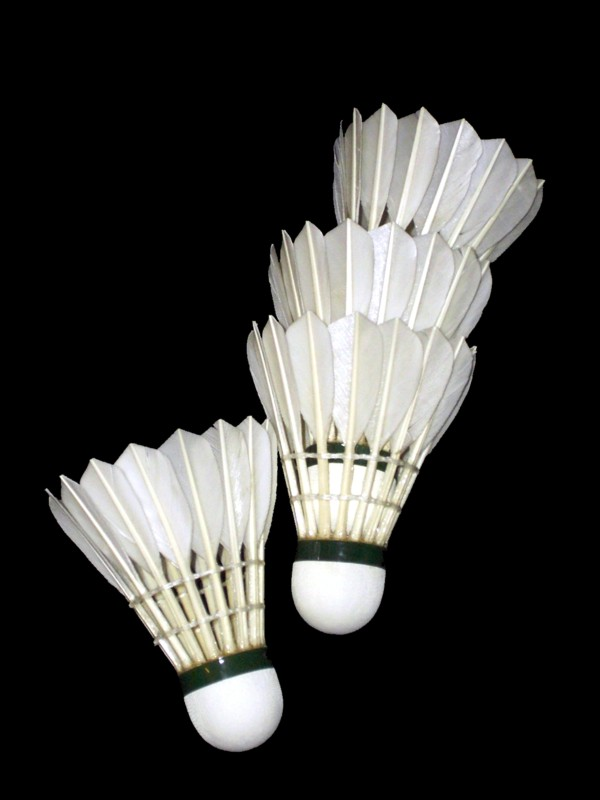
چند توپ بدمینتون از جنس پر

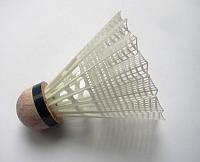
یک توپ نایلونیِ بدمینتون

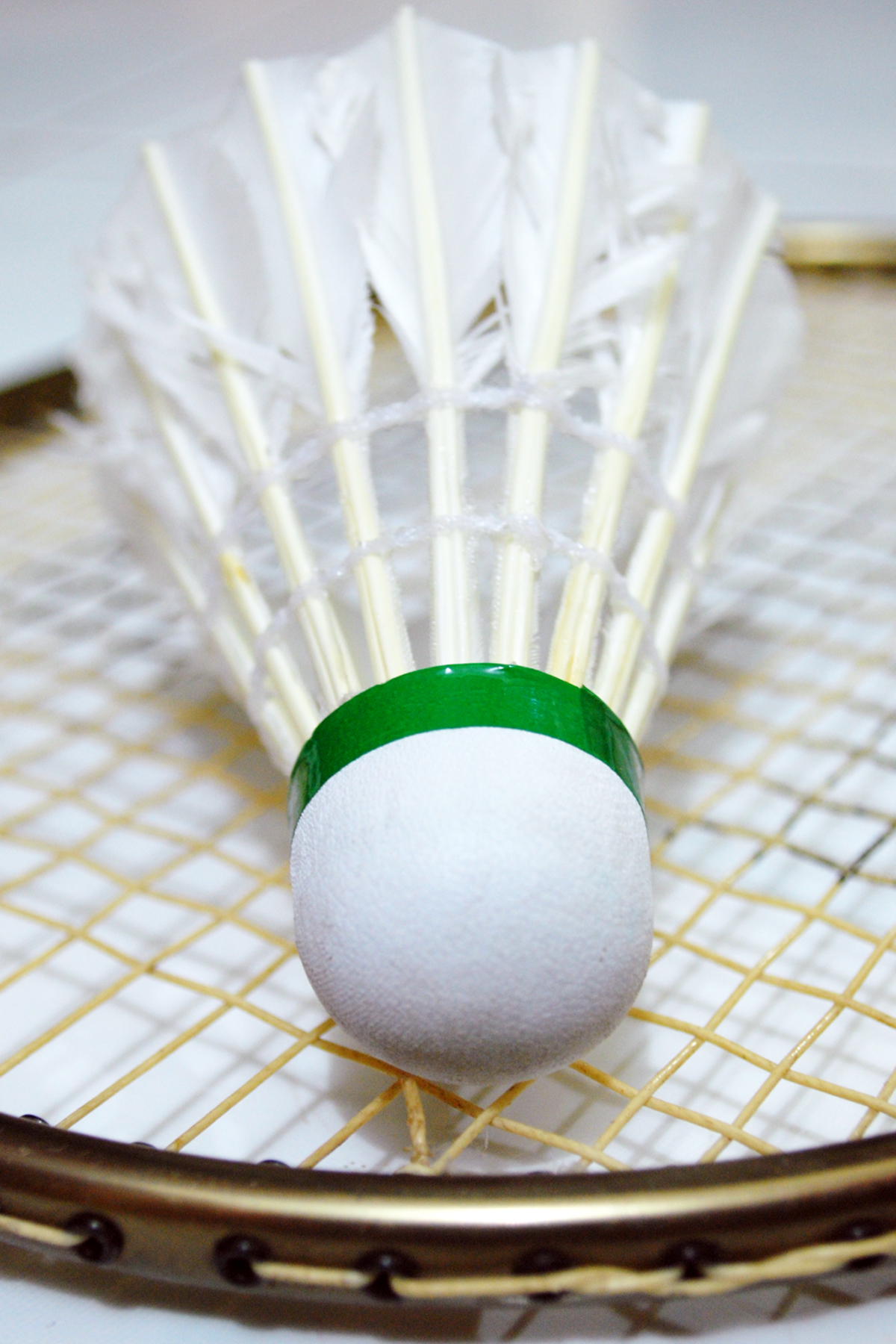
یک توپ بدمینتون برروی راکت بدمینتون

توپ بدمینتون یا توپ پَردار، توپ مورد استفاده در ورزش (بازیِ) بدمینتون است که معمولاً سر آن از جنس چوب‌پنبه است و از ۱۶ پر غاز یا اردک، یا نایلون (پلاستیک) ساخته شده‌است. نحوهٔ قرارگیری پرها به‌گونه‌ای است که آن را بسیار آیرودینامیک می‌کند.
جالب توجه است که بهترین توپ‌های بدمینتون از پرهای جناح چپ غاز ساخته می‌شوند. طول پرها باید بین ۶۲ تا ۷۰ میلی‌متر و وزن توپ باید بین ۴٫۷۴ و ۵٫۵۰ گرم باشد. سر توپ از چوب‌پنبه با لایه‌ای چرمی است که باید وزن این قسمت از وزن پرها بیشتر باشد. سرعت توپ‌های پلاستیکی بیشتر است.